# Iberische haas
De Iberische haas (Lepus granatensis)  is een zoogdier uit de familie van de hazen en konijnen (Leporidae). De wetenschappelijke naam van de soort werd voor het eerst geldig gepubliceerd door Rosenhauer in 1856.